# Bogumił Foland
Bogumił Foland (ur. 15 grudnia 1836 w Warszawie, zm. 23 kwietnia 1895 tamże) – wiceprezes Warszawskich Teatrów Rządowych.

## Życiorys
Urodził się w Warszawie 15 grudnia 1836 w rodzinie Karola herbu Lis i jego żony Józefy z d. Terleckiej. Ukończył gimnazjum w Warszawie i studiował przez dwa lata na wydziale prawnym Szkoły Głównej. W 1857 rozpoczął pracę jako urzędnik w Komisji Rządowej Przychodów i Skarbu a następnie w zarządzie Loterii Państwowej.
W 1868 podjął pracę w dyrekcji Warszawskich Teatrów Rządowych, początkowo jako kontroler, następnie jako buchalter. Po śmierci Mikołaja Bojanowskiego objął 25 lutego 1875 stanowisko dyrektora Warszawskich Teatrów Rządowych. W 1880 powołany został na stanowisko wiceprezesa dyrekcji, która sprawował do swojej śmierci.
Wspólnie z Czesławem Stromfeldem zorganizował Teatr Mały - otwarcie 15 listopada 1880. W roku następnym 3 września otwarty został zorganizowany Teatr Nowy. Według zachowanych przekazów był "oddany całą duszą instytucji, w której pracował, umiał Foland godzić jej interesy z niezwykle życzliwym stosunkiem do pracowników". Był założycielem i przez wiele lat prezesem kasy pożyczkowo-wkładowej dla artystów. Działał w Warszawskim Towarzystwie Muzycznym, którego był również prezesem. Był działaczem gminy ewangelicko-augsburskiej i prezesem jej konsystorza.
8 stycznia 1885 ożenił się z Marią Luceńską herbu Gissa i mieli jednego syna Aleksandra. Zmarł 23 maja 1895 i pochowany został na cmentarzu w Warszawie. W pogrzebie uczestniczyły tłumy chcących oddać mu ostatnią posługę.

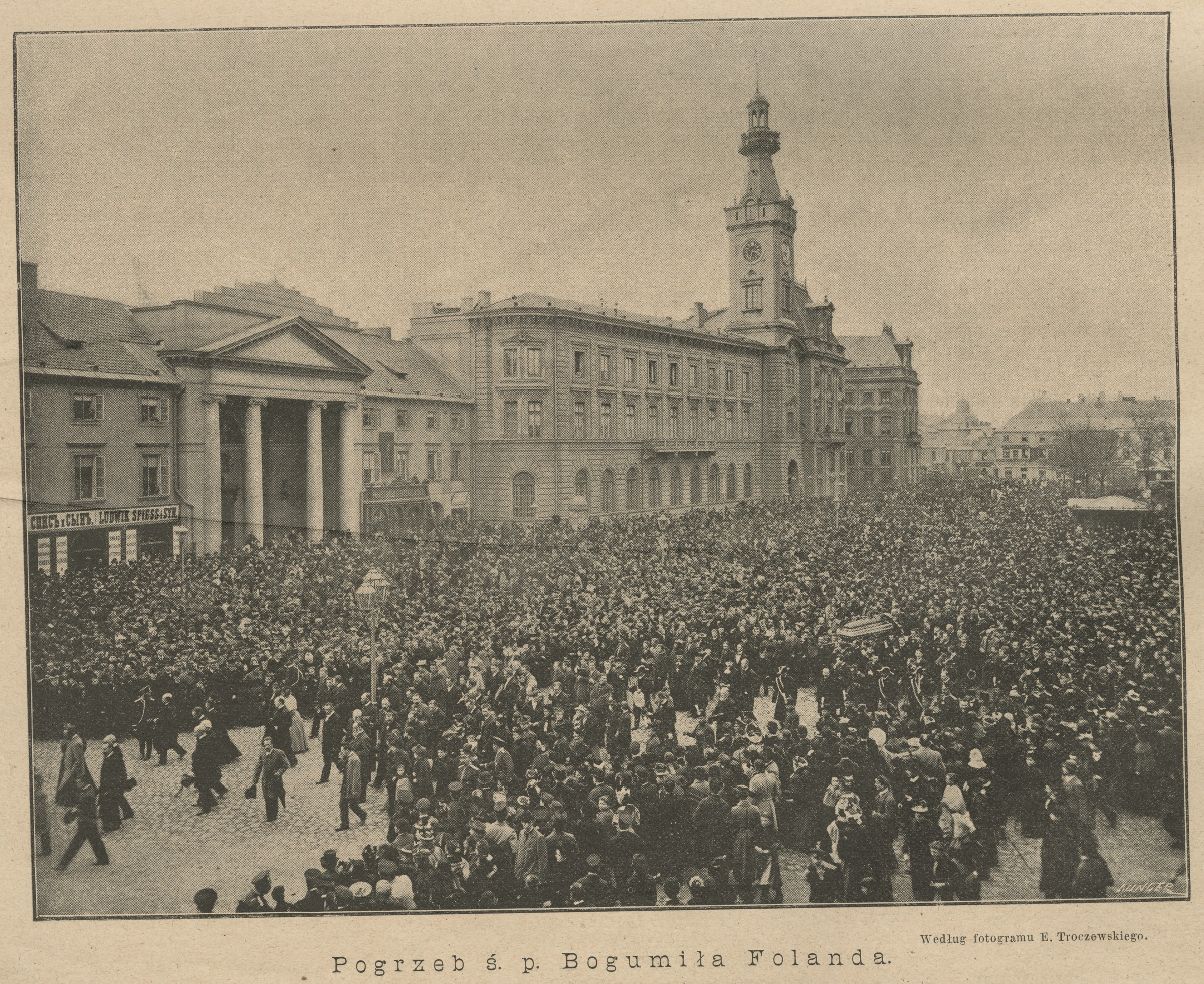
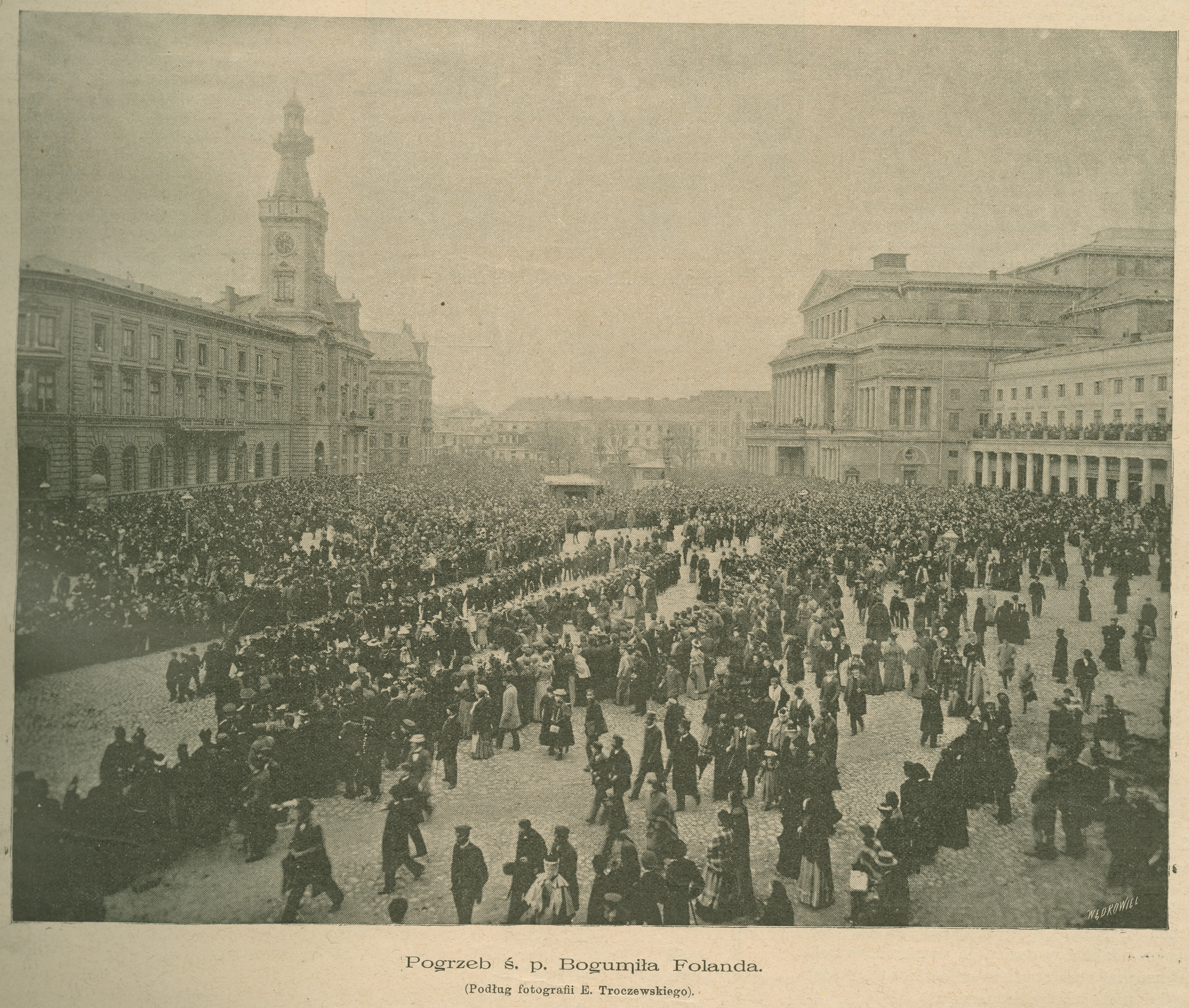
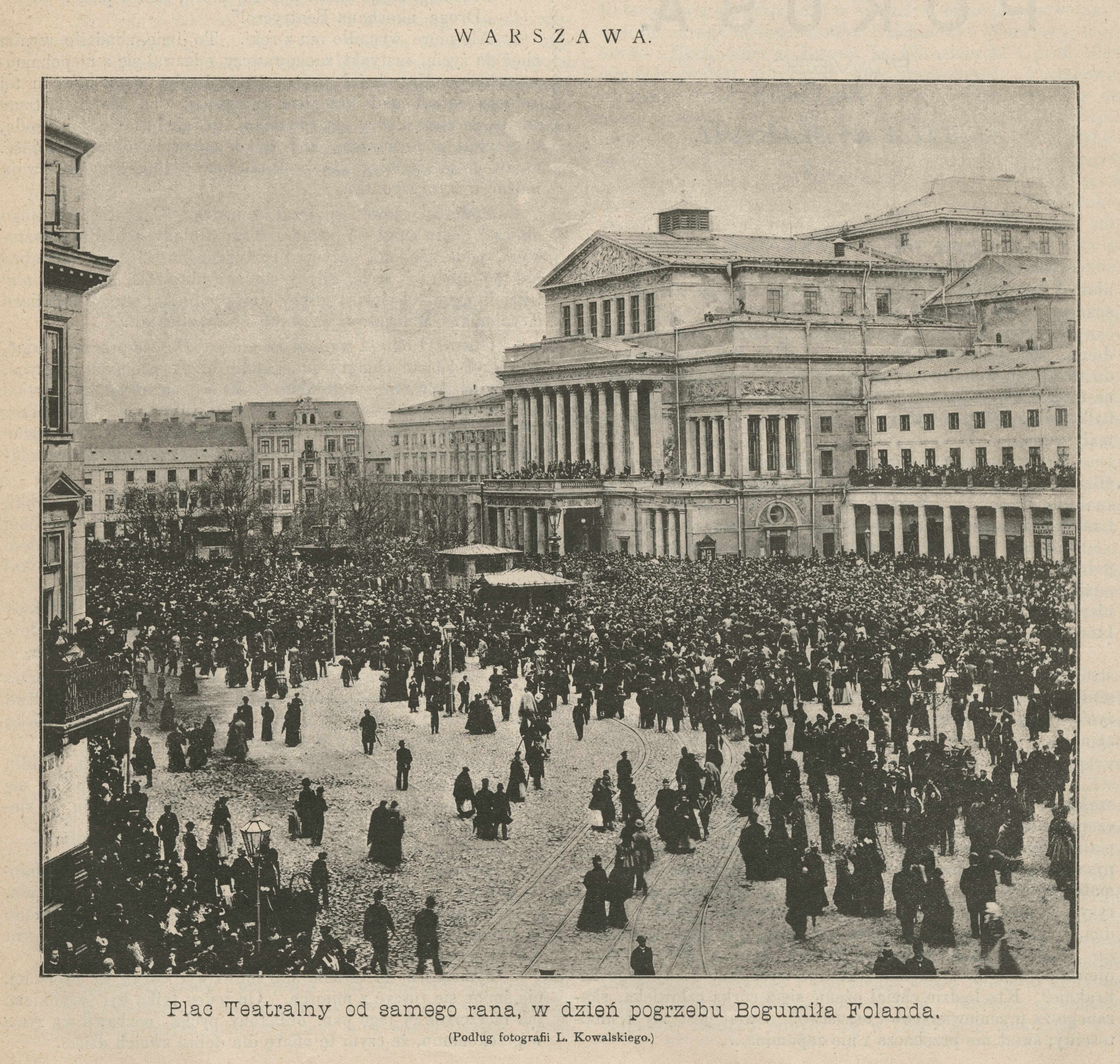